# Спортивная школа олимпийского резерва по видам гребли имени олимпийской чемпионки А. А. Серединой
ГБУ Тверской области «Спортивная школа олимпийского резерва по видам гребли имени Олимпийской чемпионки А. А. Серединой» — спортивное учреждение города Твери.

## История учреждения

### Предыстория дисциплины
Гребля в Твери стала развиваться в середине XX века в связи с обильным количеством доступных акваторий, таких как Тьмака, Волга, Тверца. Родоначальниками спорта в городе стали бывший чемпион СССР Андрей Филиппов и выпускник Ленинградского института физкультуры Вячеслав Белоус, которые стали обучать уже занимающихся греблей подростков. В 1960 на Всероссийских лично-командных молодёжных соревнованиях спортсмены из Калинина вошли в пятёрку мест, а через три года на III летней Спартакиаде народов СССР взяли первое, пройдя два километра за 6 минут и 23,6 секунд.
В середине 1950-х годов уроженка Калинина гребец Тамара Столярова стала чемпионкой Европы по академической гребле, но занималась уже за пределами области. Непосредственно калининские спортсмены попали на международные соревнования только в 1972 году, заняв пятое место в Милане.
Участник оттуда же Олимпийских игр Дмитрий Бехтерев участвовал в Монреале в 1976 загребным (то есть ключевым) гребцом и занял серебряное место. Позже Дмитрий получил медаль «За трудовое отличие».
Впервые первое место на международной арене получил Павел Виноградов, заняв его в двойке с рулевым в Италии к 1982.

### История основания
В 1987 году открылась калининская Спортивная школа олимпийского резерва по видам гребли областного центра. В 2012 году ей было присвоено имя многократной олимпийской чемпионки из Калинина Антонины Серединой. В 2018 попала в тройку лучших спортивных учреждений Российской Федерации.

### Настоящее время
За тридцать лет по видам гребли подготовлено 28 мастеров спорта СССР и России и более 200 кандидатов в оные. В частности тверская воспитанница Василиса Степанова, которая попала на XXXII Олимпийские игры в Токио и заняла второе место. Впрочем, Василиса, хоть и занималась у тренера из СШОР им. А. А. Серединой, представляла Санкт-Петербург.
Также среди финалистов из данного учреждения был тверской байдарочник, мастер спорта Александр Сергеев, занявший четвёртое место, за что получил почётный знак «За заслуги перед городом» от главы города.